# ویروس پیکاچو
ویروس پیکاچو که با نام‌ های پوكى یا ویروس پوکمون نیز شناخته می‌شود، کرم رایانه ‌ای است که به عنوان اولین بدافزاری که برای کودکان طراحی شده در نظر گرفت میشود به دلیل استفاده از پیکاچو، موجودی از فرنچایز رسانه ‌ای پوکمون. شبیه به کرم دوستت دارم است، با اینکه از نظر گسترش کندتر و خطرش کمتر است.
این کرم برای اولین بار در ژوئن 2000 شناسایی شد وعمدتاً در قالب یک ایمیل با عنوان " پیکاچو پوکمون" منتشر شد. متن ایمیل حاوی یک فایل اجراپذیر پیوست شده به نام "PikachuPokemon.exe" بود که کرمی را نصب می کرد که سعی می کرد دو دایرکتوری مهم سیستم عامل مایکروسافت ویندوز کاربر را حذف کند. این باعث می شد کامپیوتر آنها  دچار از کار افتادگی شود. با این حال، یک درخواست ناخواسته داده می شد که از کاربران می پرسید که آیا می خواهند پوشه های مورد نظر را حذف کنند. این باعث شد کرم کمتر از آنچه که می توانست موثر باشد.

## زمینه
پیکاچو موجودی موش ‌مانند زرد است با قدرت الکتریسیته در پوکمون، مجموعه بازی‌های ویدیویی ژاپنی و کارتون در سال 2000، ای‌بی‌سی نیوزاین سریال را به عنوان یک "شوق جهانی" توصیف کرد.

## انتشار
اگر کاربری که ویروس را دریافت کرده  از مایکروسافت اوت‌لوک استفاده می کرد، ایمیل به همه مخاطبین دفترچه آدرس اوت‌لوک آنها ارسال می‌شد. .این وجه شباهت این ویروس با ویروس دوستت دارم شده است که در ماه می منتشر شده بود با این حال، ویروس پیکاچو خطرش کمتر و از نظر انتشار کندتر است. شرکت‌های ضد ویروس گفتند که قبلاً ویروس‌ها یا کرم‌هایی که کودکان را هدف قرار بدهد وجود نداشت، و ویروس پیکاچو از این واقعیت سوء استفاده می‌کند که کودکان "مایلند نسبت به والدین خود در زمینه امنیت کمتر مراقب باشند". در 24 اوت ، شرکت آنتی ویروس ترند میکرو گفت که آنها فقط ده گزارش از ویروس دریافت کرده اند و هنوز کسی آن را باز نکرده است. با این حال، در 25 اوت، گزارش شد که در ایالات متحده همه جا منتشر شده، اما در اروپا و ژاپن نیز بود.
یکی از مشاوران شرکت ضد ویروس سوفوس گفت که هر کسی که نرم افزار امنیتی به روز داشته باشد باحتمالش کم است که تحت تأثیر آن قرار بگیرد.ترند میکرو توصیه می کند که کاربران ایمیل را بدون باز کردن  حذف کنند. سیمانتک (یکی دیگر از شرکت های آنتی ویروس)، ترند میکرو و سوفوس گفتند که انتشار آهسته ایمیل به آنها فرصت داد تا محصولات خود را برای دفاع در برابر کرم به روز کنند. این محصولات تا 25 اوت در دسترس بودند.